# Chiesa di San Pietro in Consavia
La chiesa di San Pietro in Consavia, o complesso del battistero di San Pietro, è una chiesa cattolica di Asti, in Corso Vittorio Alfieri 6, costituita da quattro edifici databili tra il XII secolo e XIV secolo situati all'estremità est della  via Maestra nel Borgo San Pietro.
Il complesso, per molti secoli sede del Priorato Gerosolimitano di Lombardia,  ha ospitato  il Museo paleontologico territoriale dell'Astigiano (ora trasferito presso il palazzo del Michelerio).

## Origine del nome
Il nome  San Pietro in Consavia sarebbe attribuito, secondo il cistercense Filippo Malabaila, ad un contadino di Castagnole Monferrato, diventato poi Santo, che avrebbe compiuto il miracolo di far scaturire con la sua vanga l'acqua necessaria a costruire il monastero di Santa Serafia nelle vicinanze di San Pietro.
Queste notizie appaiono prive di ogni fondamento storico. L'unico dato certo è la reale presenza nelle carte dei beni della chiesa di Asti, di un sito "cunçavia" e di una famiglia Consavia in Castagnole. Il nome quindi, secondo il Silicani, sarebbe stato introdotto per una possibile influenza della famiglia Consavia sulla chiesa.
Per quanto riguarda l'etimologia del toponimo, il riferimento più immediato potrebbe essere "conza-via" (conciare, aggiustare la via), che potrebbe avere attinenza sia sul sito della chiesa, sorta sulla via romea all'entrata della città, sia sulla funzione originaria dei Cavalieri Ospitalieri, suoi fondatori.

## Storia
La presenza ad Asti di una "rotonda" medievale, secondo lo storico Stefano Giuseppe Incisa, dava credito alla leggenda che la chiesa fosse sorta sul sedime di un antico tempio pagano dedicato a Diana. Ma sicuramente l'ispirazione giunge dal culto del Santo Sepolcro di Gerusalemme, sull'onda dell'entusiasmo della prima crociata.
Fu il vescovo Landolfo di Vergiate, dopo il 1100, ad iniziare la costruzione del primo nucleo, quale copia del luogo santo, per tutti coloro che non avessero i mezzi per recarsi in Palestina e potevano quindi seguire un pellegrinaggio locale.
Tra il XIII e il XIV secolo, nel periodo di maggior espansione del comune, si sviluppò anche la chiesa su tre corpi di fabbrica, disposti a "U" a lato dell'edificio religioso, formando una corte interna.
Nel XV secolo vi fu un nuovo ampliamento del complesso con l'aggiunta di un edificio a pianta quadrata sul lato orientale.
Al centro della Rotonda è situato un fonte battesimale marmoreo di fattura cinquecentesca oltre il quale, dalla parte opposta all'entrata, si accede all'adiacente aula quadrata.
Rimarchevoli le terrecotte rappresentanti figure umane, vegetali e oggetti simbolici, che ornano le finestre ed il rosone.
Il cinquecento ed il seicento videro un notevole scadimento delle strutture in seguito anche alle guerre del Monferrato.
Nei secoli successivi il complesso subì molti restauri: nel 1798, con la soppressione dell'Ordine Gerosolimitano, la chiesa passò sotto la giurisdizione ecclesiastica e tra la fine del settecento e l'inizio dell'ottocento, perse la sua caratteristica architettura con rimaneggiamenti ed aggiunta della facciata prospiciente la contrada maestra.
Tra il 1930 e il 1932 un primo restauro conservativo riportò la chiesa alla sua antica struttura medievale. Contestualmente fu istituito il Museo Archeologico; il Museo Paleontologico, nella sua attuale organizzazione, risale invece al 1979.

## Complesso architettonico

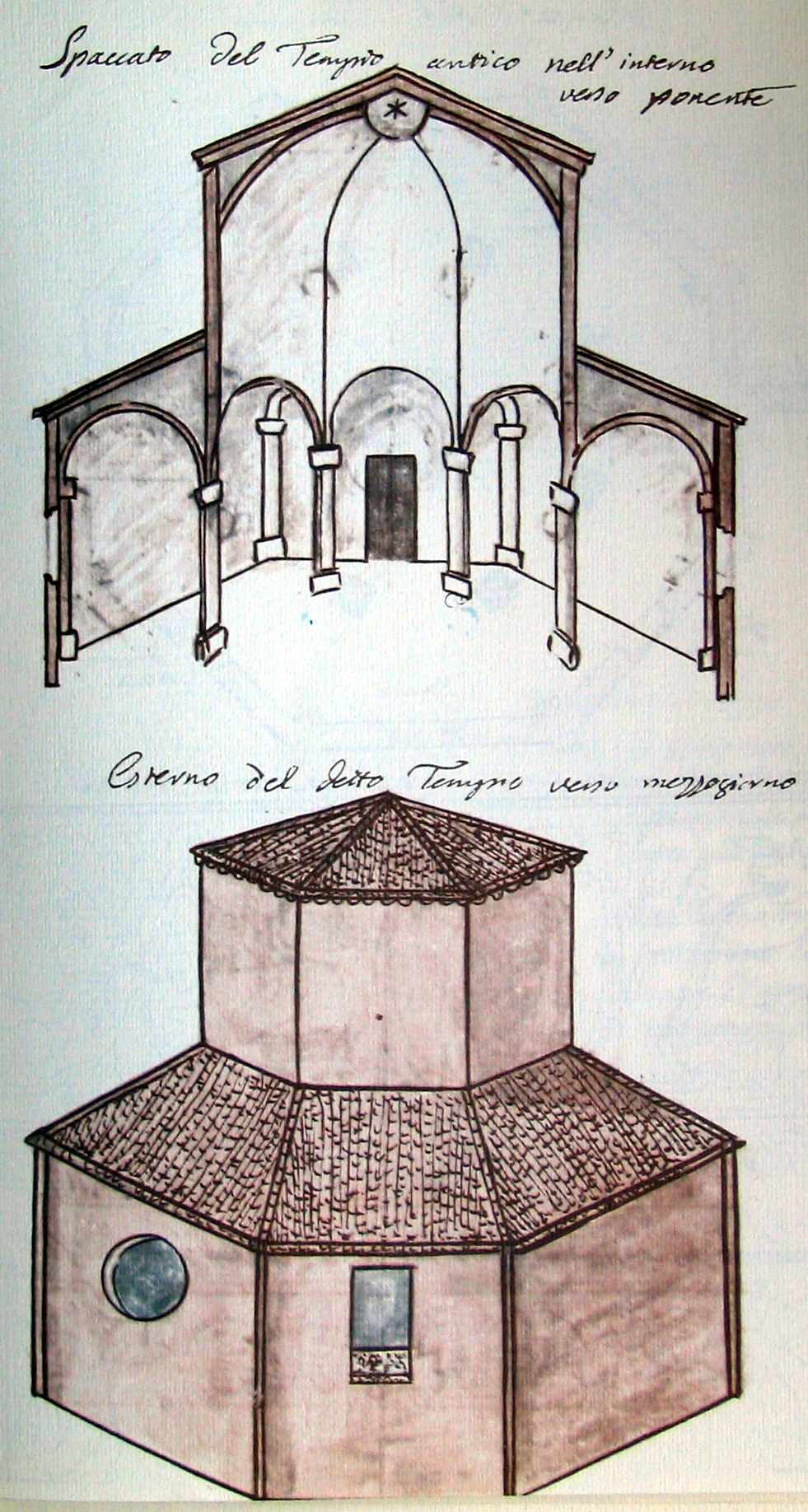
San Pietro in Consavia, disegno di Stefano Giuseppe Incisa del 1806.

Il complesso del Battistero di San Pietro è costituito principalmente da tre edifici: la quattrocentesca chiesa quadrata, l'adiacente Rotonda con la sua torre della metà del XII secolo ed il vicino chiostro (del quale una parte era destinata ad Ospedale dei Pellegrini) ed una a Casa Priorale, che attualmente è sede del Museo Paleontologico ed Archeologico di Asti.
La Rotonda del Santo Sepolcro è una costruzione in mattoni ed arenaria, tipica monferrina; il perimetro interno, a pianta circolare, è costituito da otto colonne, collegate tra loro da archi a tutto sesto, il perimetro esterno è poligonale. La cupola centrale, poggia su un tamburo ottagonale.

## Decorazioni
Gli architrave e gli archi della rotonda presentano fregi in pietra d'arenaria risalenti al XII secolo. I primi sono figurati con immagini zoomorfe, i secondi rappresentano cornucopie o elementi di decorazione vegetale. L'aula quadrata, voluta dal priore Giorgio Valperga nel XV secolo, presenta ricchi fregi in terracotta alle doppie cornici delle finestre ad archi acuti ed alle mensole dei costoloni delle crociere. Sono raffigurati florilegi e teste zoomorfe, che rappresentano il punto più alto raggiunto dalla lavorazione della terracotta ad Asti nel XIV secolo.

## Priorato Gerosolimitano

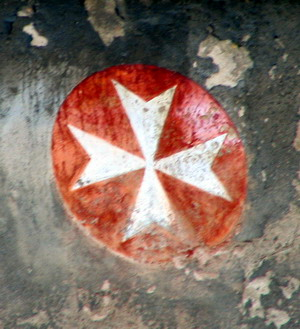
San Pietro in Consavia, particolare dello stemma Gerosolimitano.

Asti fin dal Medioevo fu sede del Priorato Gerosolimitano di Lombardia, uno dei sette d'Italia (gli altri erano Barletta, Capua, Messina, Pisa, Roma e Venezia).
Da esso dipendevano oltre una sessantina di ospedali e precettorie distribuiti in Piemonte, in Liguria, in Lombardia e in Emilia. Il Priore risiedeva ad Asti presso San Pietro in Consavia.
Il patriziato astigiano fu sempre attratto dall'Ordine, a conferma di ciò è la nutrita rappresentanza di astigiani fin dalla nascita dello stesso.
Questo portò molti a combattere in oriente sotto l'insegna della croce ottagona.
Nel 1462, Petrino dal Ponte futuro priore di Asti, giunse a Rodi e nel 1503 venne nominato capitano della torre e fortezza del Molo di San Nicolò. È assai probabile la sua partecipazione alla battaglia di Alessandretta del 1503.
Nel 1480, nel corso dell'assedio di Rodi, morì Melchiorre Asinari, commendatore di Pancalieri; è citato anche un Filippo di Revigliasco, alchimista e studioso, morto nel 1584 convertito all'Ordine ed in odore di santità.
Nel 1565, Vasino Malabaila, comandante delle truppe del Borgo, partecipa con il Gran Maestro Jean de la Valette, alla strenua difesa dell'isola rodiana con 540 cavalieri e 1800 soldati, respingendo gli Ottomani.
L'eco del Grande Assedio, unito pochi anni dopo alla partecipazione alla battaglia di Lepanto, accrescono la fama ed il prestigio dell'Ordine nell'aristocrazia europea.
Questo fece sì che in più riprese prima gli Sforza e poi i Savoia cercarono di spostare il priorato in una sede più vicina alla loro influenza (Milano o Torino).
Ma gli astigiani si opposero sempre fermamente, riuscendo a mantenere la sede nella loro città fino al 1799, dopo l'annessione del Piemonte alla Francia.
Malta si era arresa a Napoleone nel giugno 1798.

## Galleria d'immagini

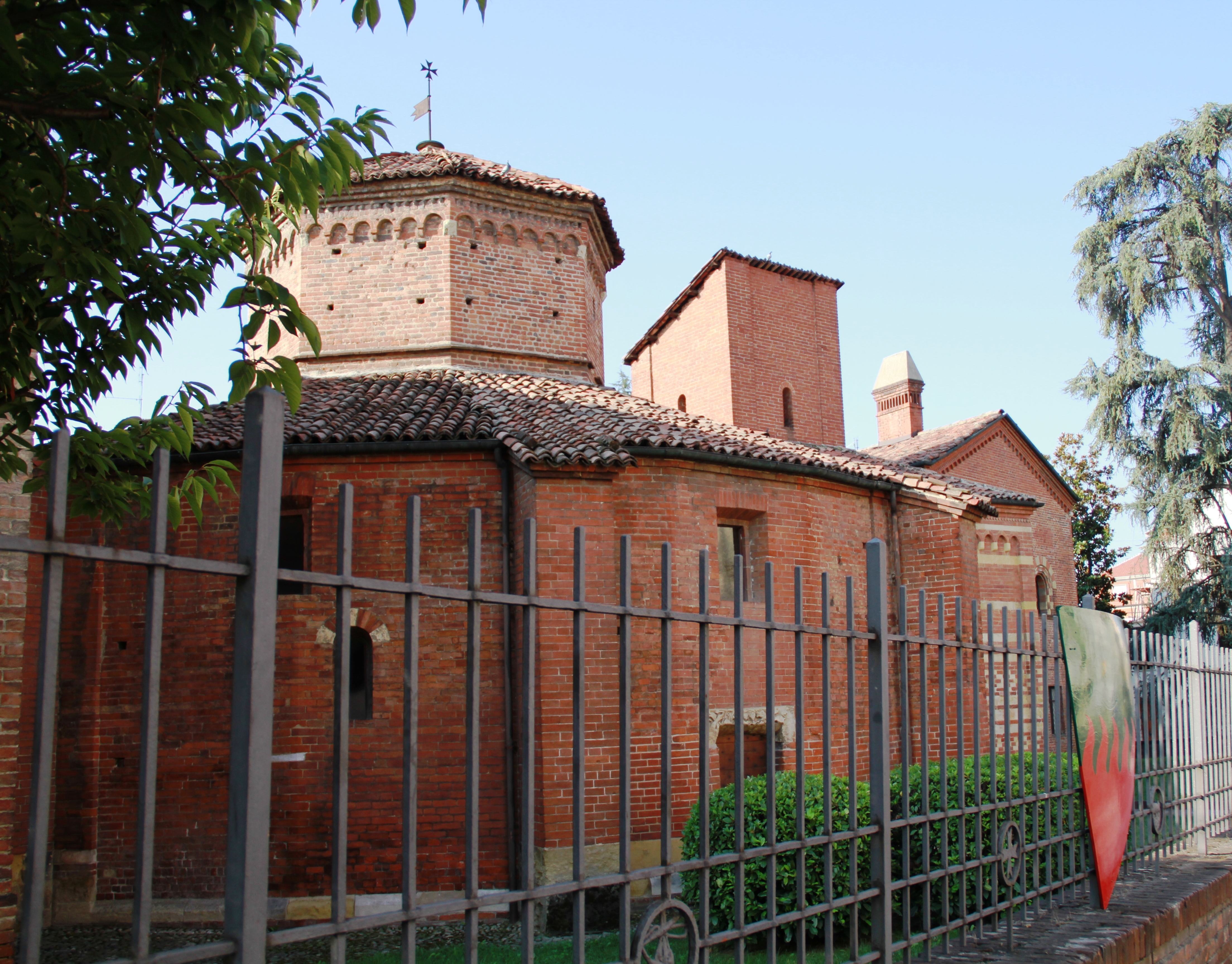
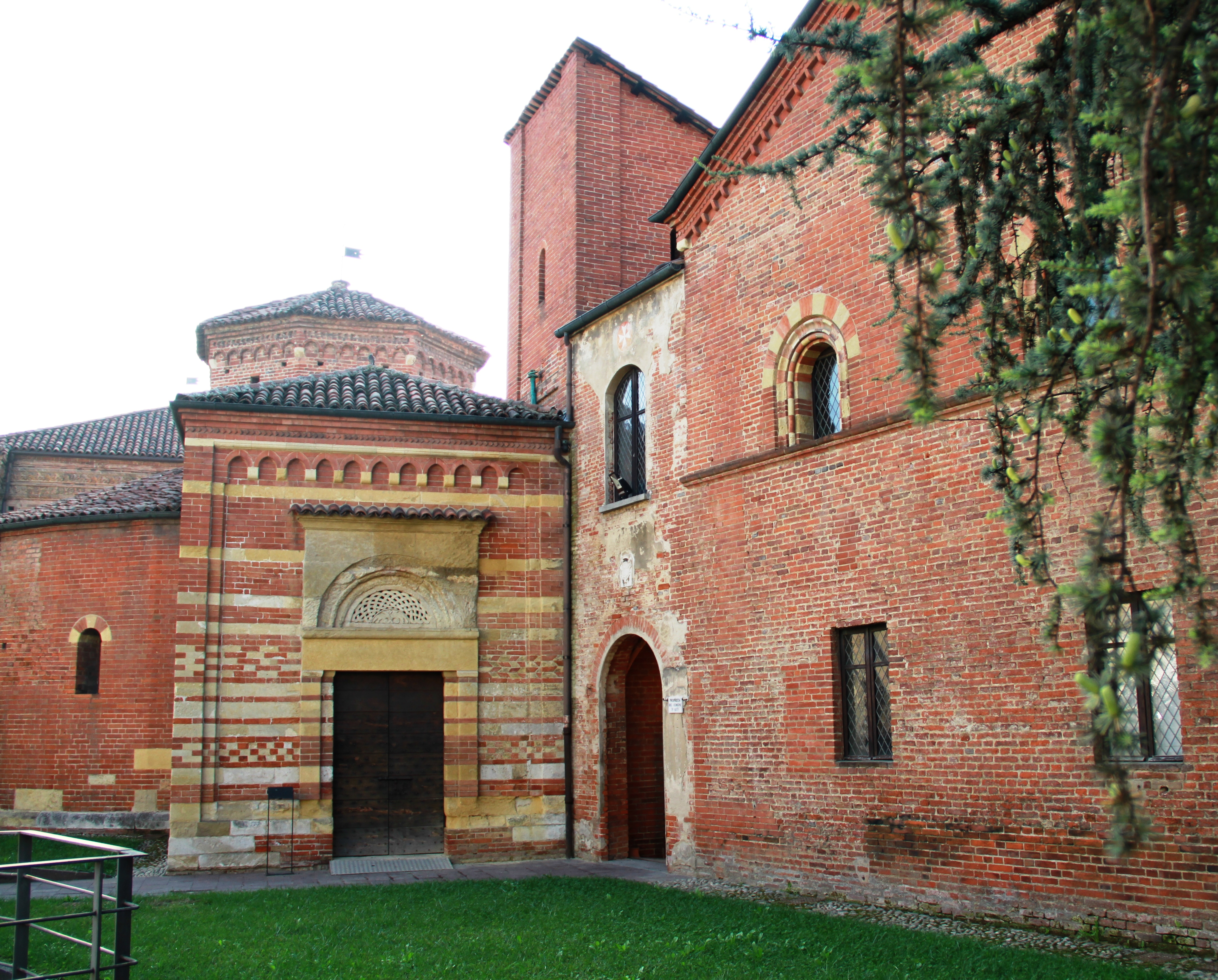
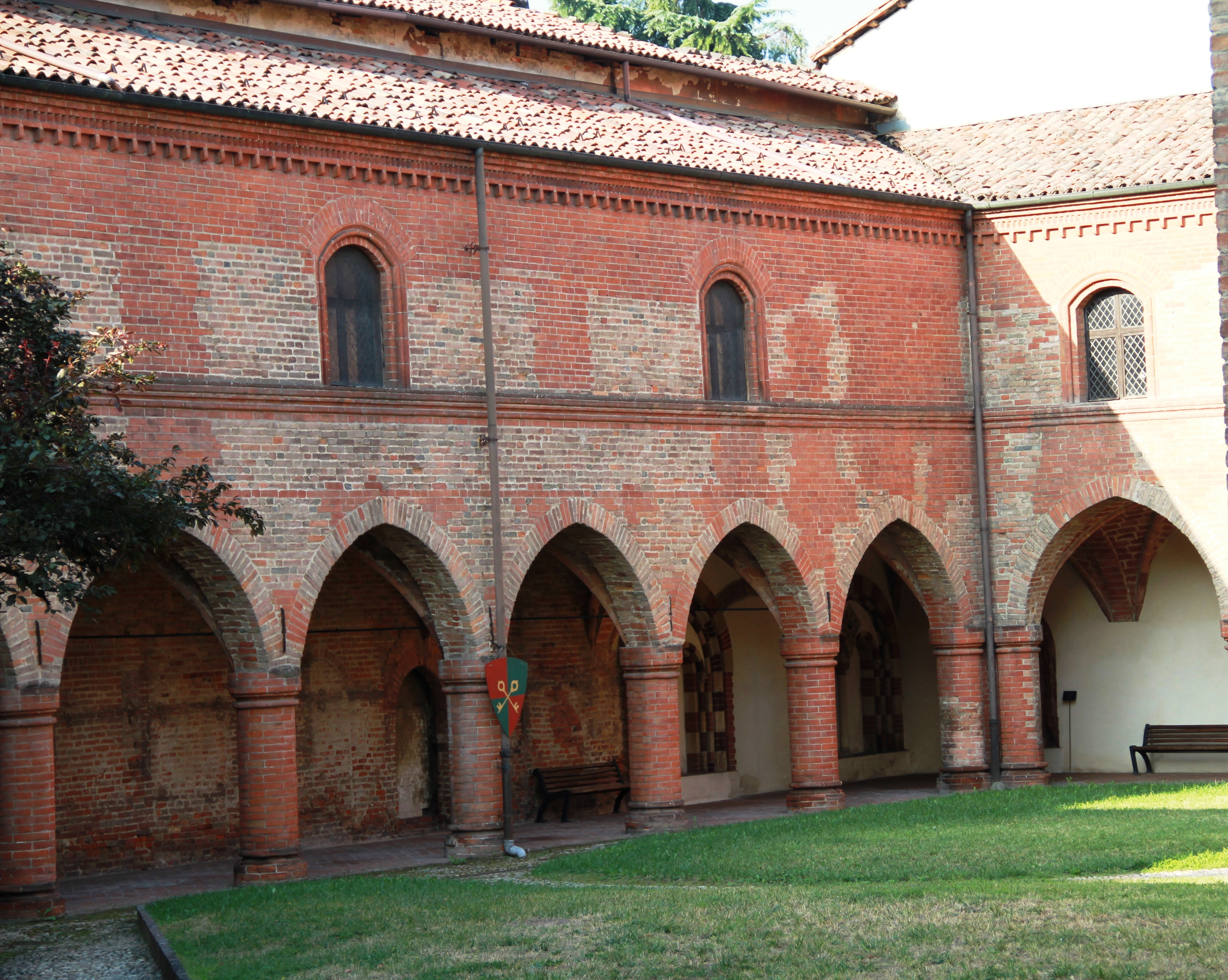
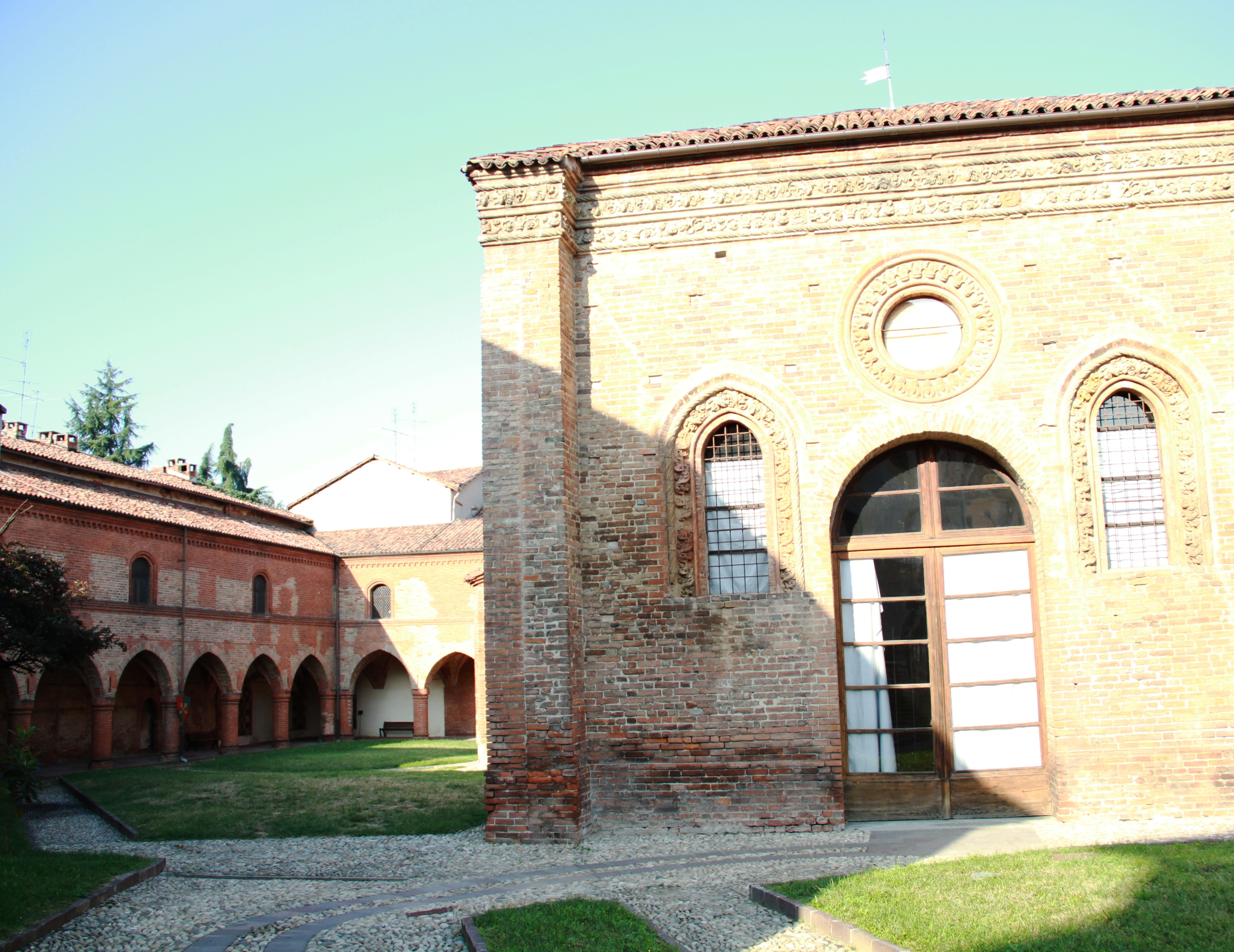
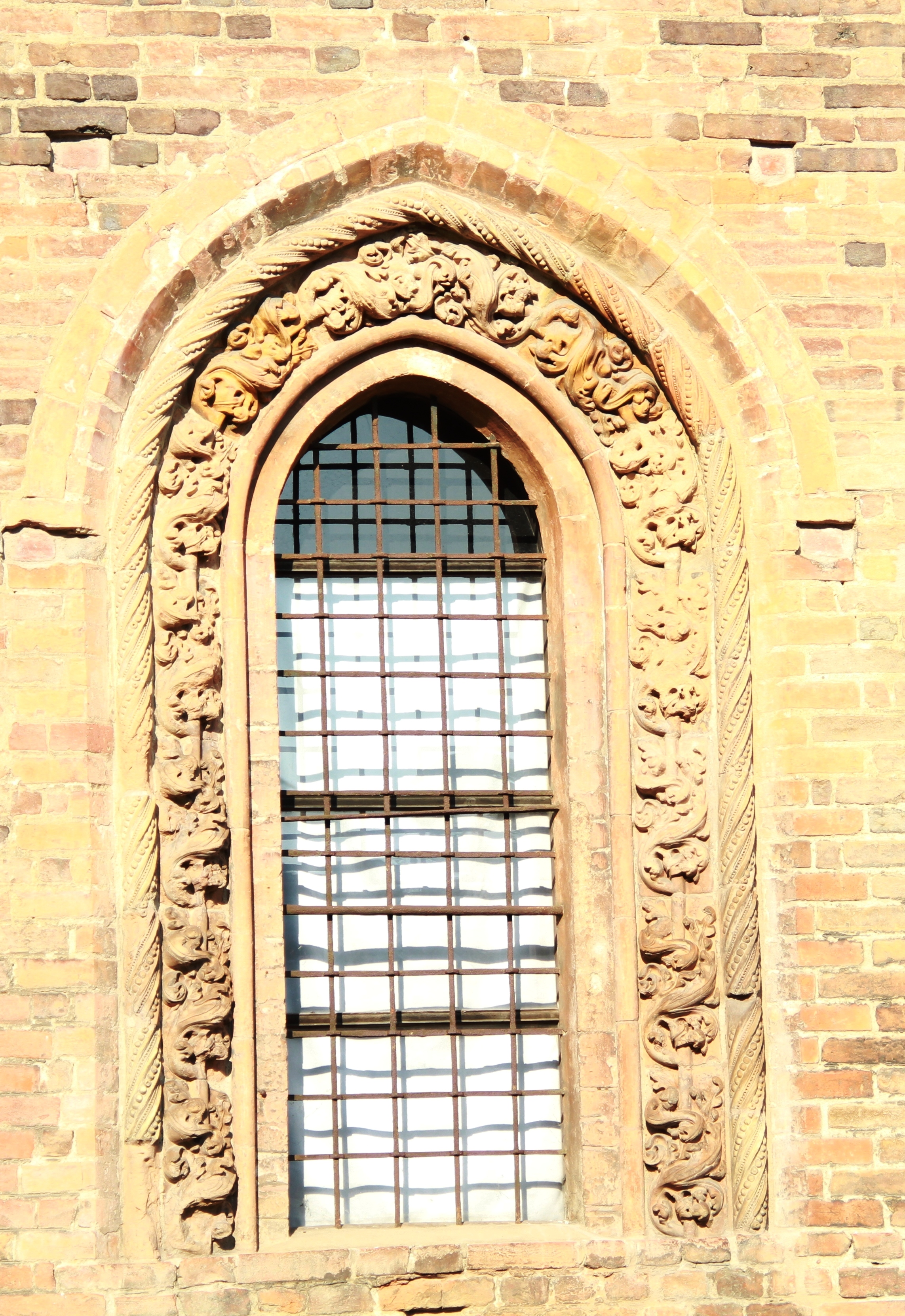
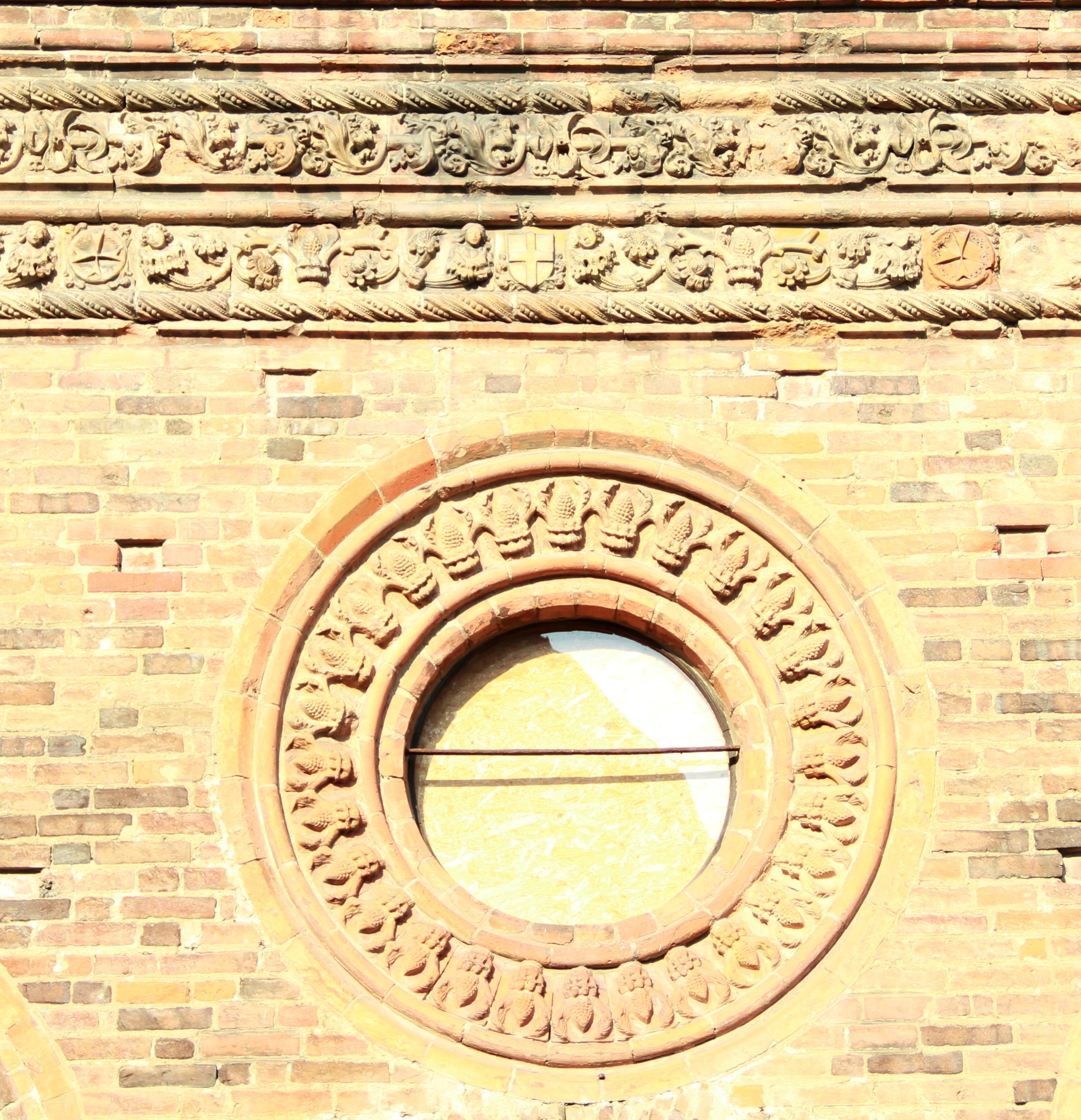
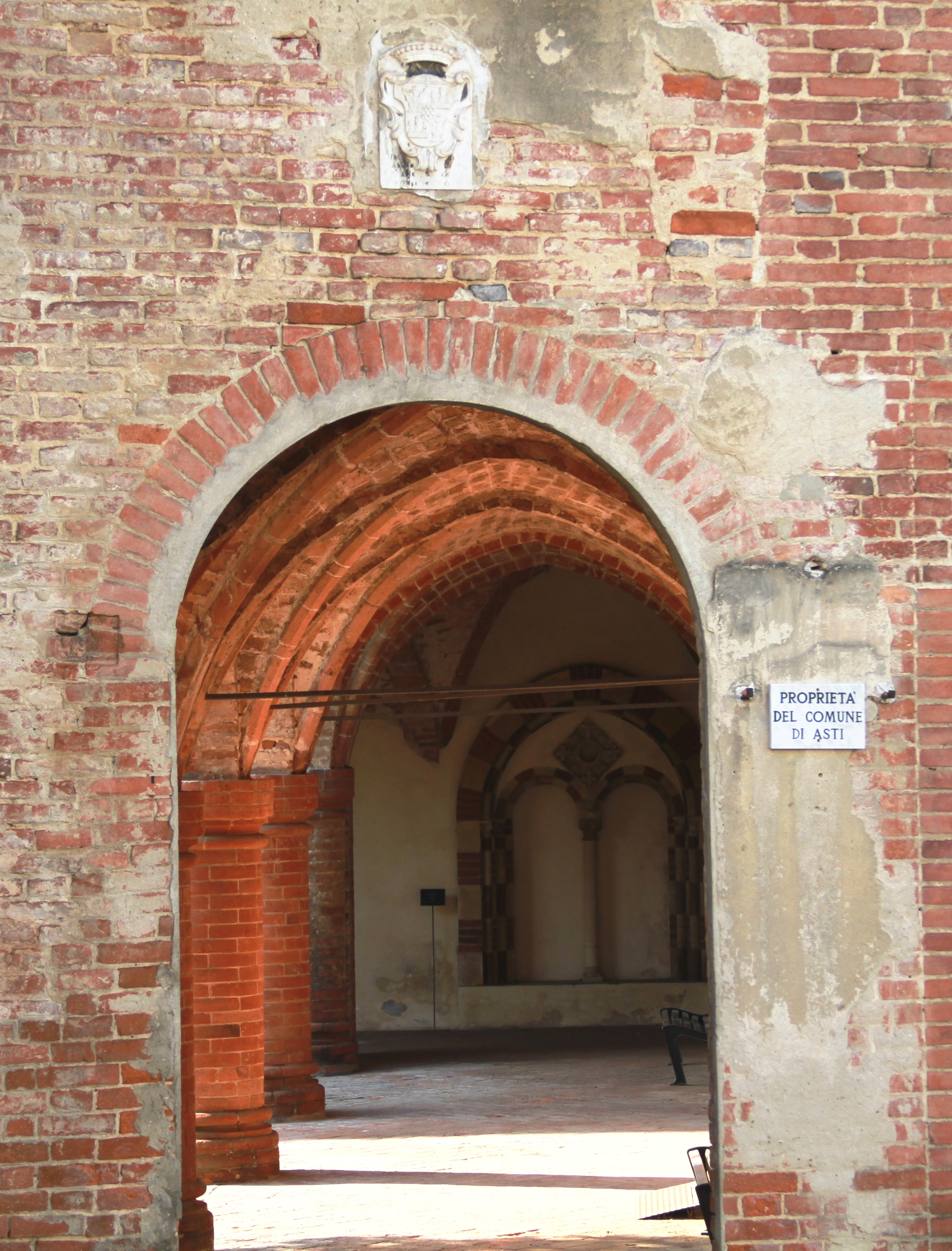
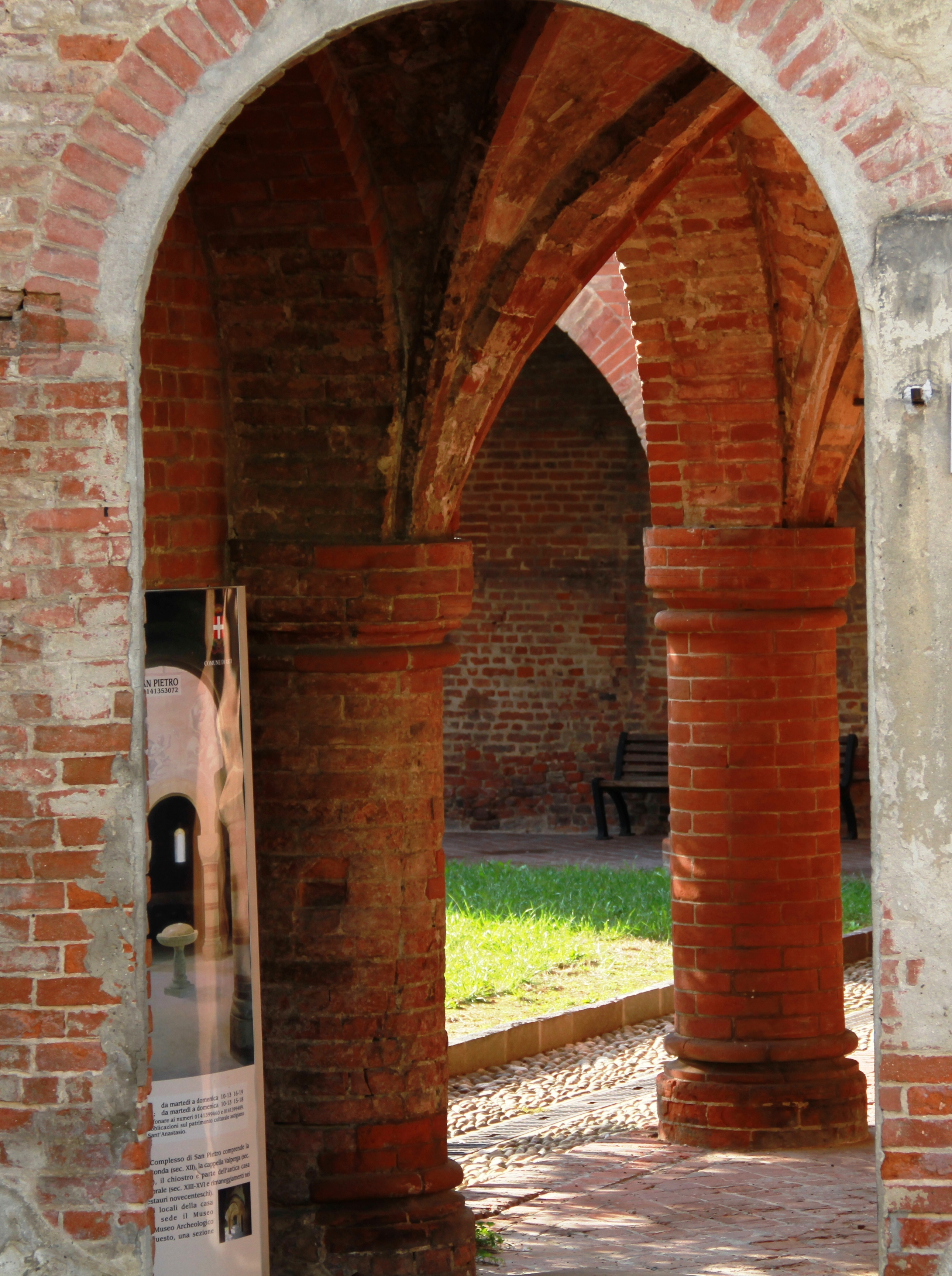
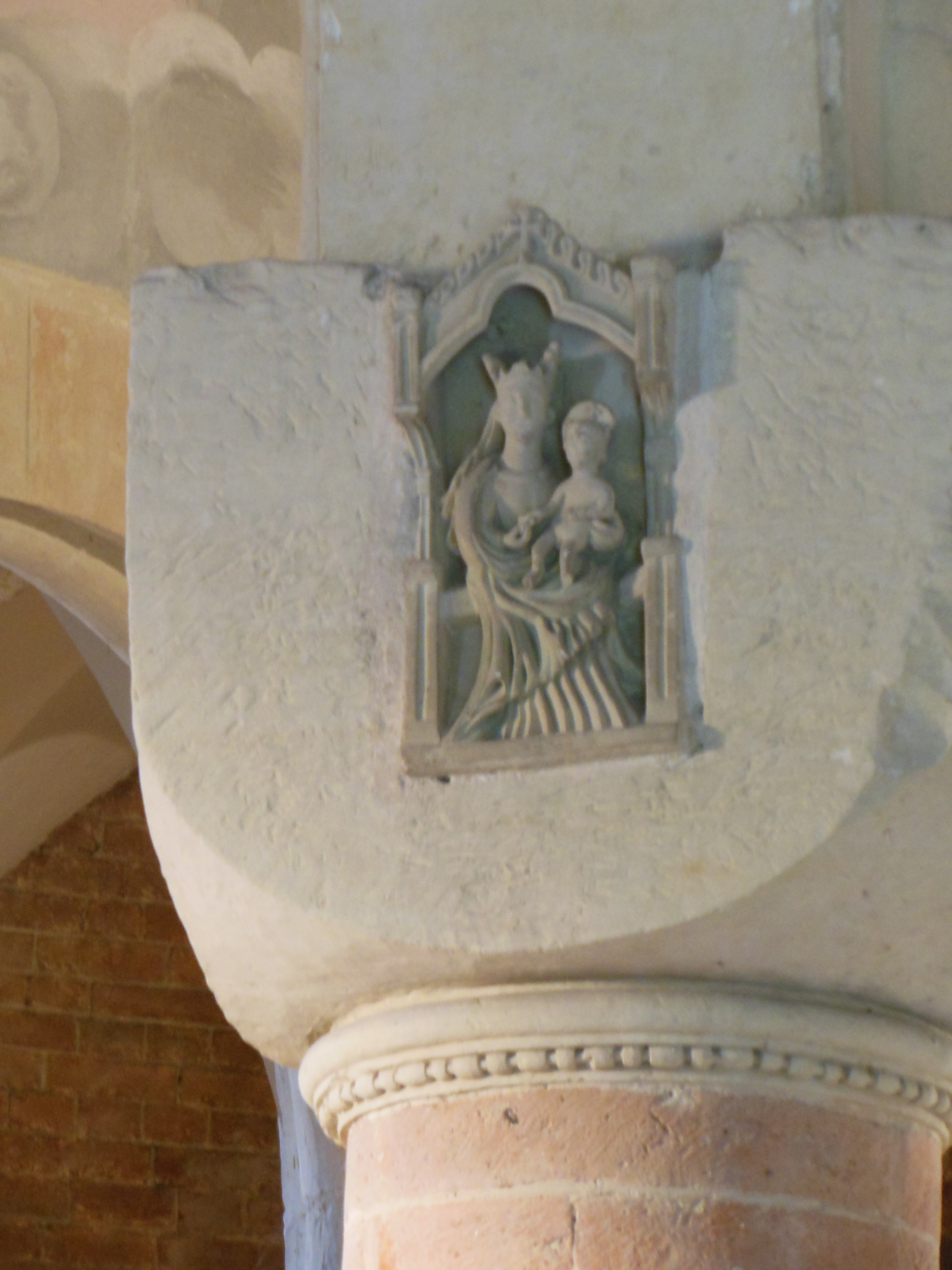
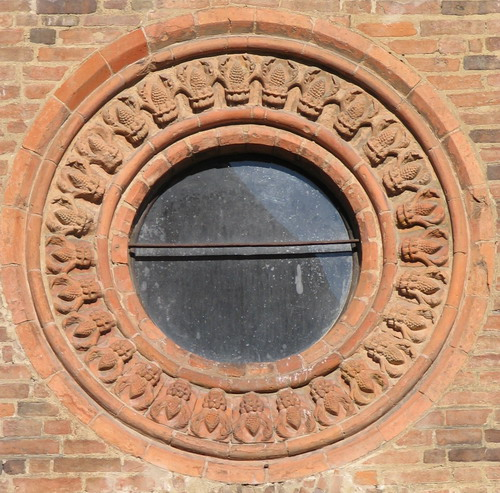
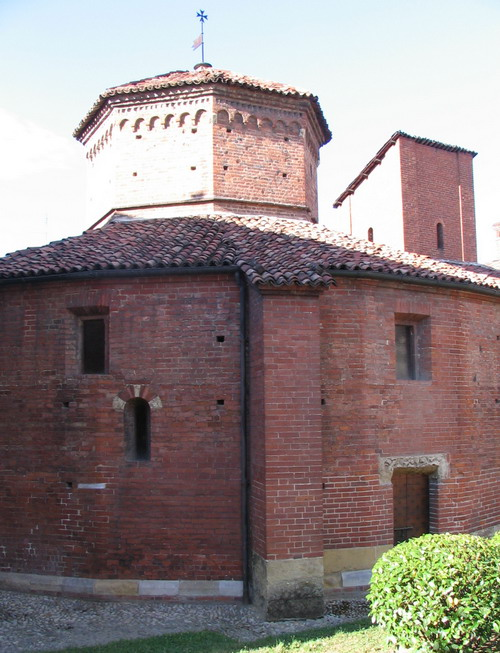
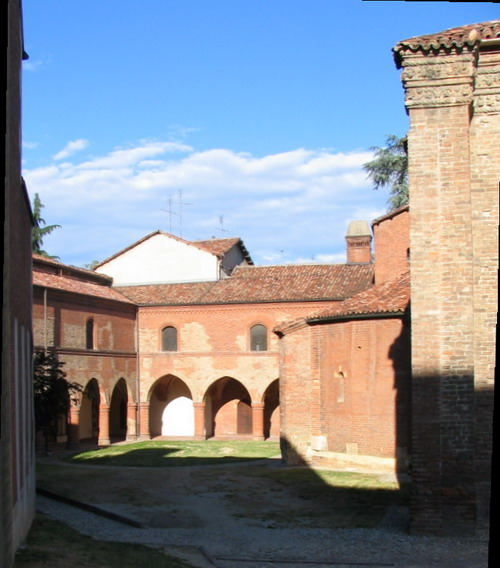
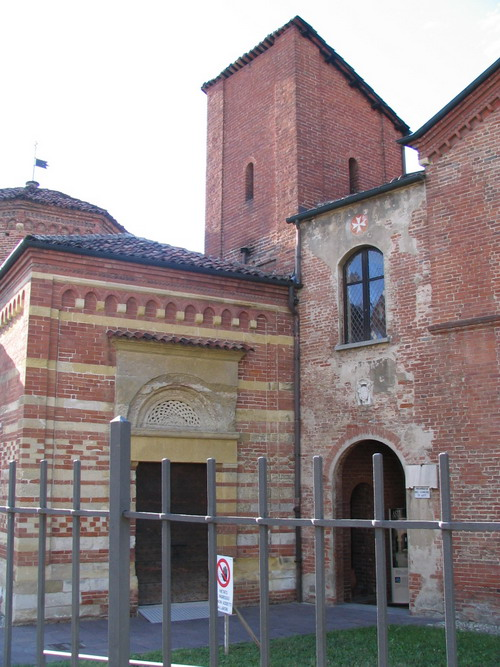